# Hans-Joachim Böttcher
Pour les articles homonymes, voir Böttcher.
Hans-Joachim Böttcher, né le 4 juin 1947 à Düben (Saxe) et mort le 29 janvier 2024, est un conservateur de monuments, historien local et auteur allemand.

## Biographie
Hans-Joachim Böttcher travaille jusqu'en septembre 1991 « dans le domaine des sciences et de la construction dans une entreprise industrielle » en RDA. En octobre 1991, il devient conservateur des monuments à plein temps pour l'arrondissement d'Eilenbourg (de), une activité qu'il exerce jusque-là à titre bénévole. En septembre 2008, il prend une retraite anticipée et continue à faire du bénévolat dans le domaine de la préservation des monuments dans l'arrondissement de Saxe du Nord.
Il vit à Bad Düben et publie depuis 1986 dans des journaux locaux, des revues spécialisées, des annuaires et sur Internet sur l'histoire des monuments et sur des sujets historiques particuliers en Saxe du Nord et dans les environs de la lande de Düben (de). Selon ses propres déclarations, il écrit plus de 600 articles d'ici 2020. Il publie également plusieurs monographies principalement sur des personnalités de l'histoire saxonne, mais aussi sur celles ayant un contexte européen.

## Publications

### Monographies
- (en coll. avec Andreas Flegel et Hans Funk) Von Eilenburg nach Bad Düben. Torgau 1993  (ISBN 3-930199-01-7).
- (en coll. avec Manfred Wilde) :
  - Die Mühlen der Mühlenregion Nordsachsen. 2 vol. Europäische Bibliothek Verlag, Zaltbommel 1996  (ISBN 90-288-6341-9 et 90-288-6360-5).
  - Mühlen und Müller im Kreis Delitzsch (= Schriftenreihe der AMF. vol. 67). 2 vol. Leipzig 1999/2000.
  - Die Mühlen und Müller der Dübener Heide. Verlag Degener & Co., Neustadt/Aisch 2003  (ISBN 3-7686-4219-4).
- Sax-Führer Dübener Heide. Beucha 2003  (ISBN 3-934544-44-4).
- Bad Düben (= Die Reihe Archivbilder). Sutton Verlag, Erfurt 2005  (ISBN 3-89702-814-X).
- Historische Grabdenkmale und ihre Inschriften in der Dübener Heide (= Schriftenreihe der AMF. Band 165). Clèves 2005 (4e éd. 2007).
- Still und voll herber Schönheit … Schlösser und ihre Gärten in der Dübener Heide. Bad Düben 2007  (ISBN 978-3-00-020880-5).
- Bad Düben (= Die Reihe Bilder aus der DDR). Erfurt 2007  (ISBN 978-3-86680-134-9).
- Streifzüge durch die Dübener Heide (= Die Reihe Archivbilder). Erfurt 2008  (ISBN 978-3-86680-243-8).
- Entlang der Mulde zwischen Eilenburg und Dessau (= Die Reihe Archivbilder). Erfurt 2010  (ISBN 978-3-86680-653-5).
- Christiane Eberhardine, Prinzessin von Brandenburg-Bayreuth, Kurfürstin von Sachsen und Königin von Polen, Gemahlin August des Starken. Dresdner Buchverlag, Dresden 2011  (ISBN 978-3-941757-25-7).
- Böttger. Vom Gold- zum Porzellanmacher. Dresden 2011  (ISBN 978-3-941757-31-8).
- Bedeutende historische Persönlichkeiten der Dübener Heide (= Schriftenreihe der AMF. n°237). Leipzig 2012.
- Anna Prinzessin von Sachsen 1544-1577. Eine Lebenstragödie. Dresden 2013  (ISBN 978-3-941757-39-4).
- Ehrenfried Walther von Tschirnhaus. Das bewunderte, bekämpfte und totgeschwiegene Genie. Dresde 2014  (ISBN 978-3-941757-42-4).
- Johann Georg IV. von Sachsen & Magdalena Sibylla von Neitschütz. Eine tödliche Liaison. Dresde 2014  (ISBN 978-3-941757-43-1).
- Wenig und bös war die Zeit meines Lebens. Anna von Sachsen (1567–1613). Dresde 2016  (ISBN 978-3-941757-70-7).
- Elisabeth von Sachsen und Johann Kasimir von der Pfalz – Ein Ehe- und Religionskonflikt. Dresde 2018  (ISBN 978-3-946906-06-3).
- Die Türkenkriege im Spiegel sächsischer Biographien. Gabriele Schäfer Verlag, Herne 2019  (ISBN 978-3-944487-63-2).
- Ferdinand von Sachsen-Coburg und Gotha 1861–1948 – Ein Kosmopolit auf dem bulgarischen Thron. Osteuropazentrum Berlin – Anthea Verlagsgruppe, Berlin 2019  (ISBN 978-3-89998-296-1).
- Prinz Alexander von Battenberg, 1857-1893, Im Strudel europäischer Politik und des Herzens. Gabriele Schäfer Verlag, Herne 2021  (ISBN 978-3-944487-84-7).

### Collaborations
- Alberto Schwarz (Hrsg.): Schlösser um Leipzig. E. A. Seemann Verlag, Leipzig 1993 (2. Auflage 1994  (ISBN 3-363-00601-2)).
- Wojciech Brzeziński, Wojciech Piotrowski (Hrsg.): Proceedings of the First International Symposium on Wood Tar and Pitch. Warschau 1997,  (ISBN 83-900586-3-4).
- Gerd Heil, Dieter Todtenhaupt (Hrsg.): Verfahren der Holzverschwelung und die Verwendung ihrer Produkte – von der Antike bis zur Gegenwart. Rostock 2002, (OCLC 917676681).

## Récompenses
- 1989 : Médaille Johannes-R.-Becher
- 2003 : Membre honoraire de l'association Mühlenregion Nordsachsen e. V
- 2014 : Membre honoraire du Lions Club d'Eilenbourg
- 2015 : Prix Gellert (de)[3]